# Lantschichites
Lantschichites es un género de foraminífero bentónico de la subfamilia Boultoniinae, de la familia Schubertellidae, de la superfamilia Fusulinoidea, del suborden Fusulinina y del orden Fusulinida. Su especie tipo es Codonofusiella (Lantschichites) maslennikovi. Su rango cronoestratigráfico abarca el Kunguriense (Pérmico inferior).

## Discusión
Clasificaciones más recientes incluyen Lantschichites en la superfamilia Schubertelloidea, y en la subclase Fusulinana de la clase Fusulinata.

## Clasificación
Lantschichites incluye a las siguientes especies:
- Lantschichites altudaensis †
- Lantschichites breviculus †
- Lantschichites elegans †
- Lantschichites exilis †
- Lantschichites kalamulunica †
- Lantschichites maslennikovi †
- Lantschichites tenuitheca †
- Lantschichites xizangicus †
- Lantschichites zhonghuopuensis †